# Voice Junior (sæson 6)
Voice Junior sæson 6 foregik i foråret 2019. Voice Junior er en musikkonkurrence for børn hvor der i sæson 6 er de 3 coaches Wafande, Mette Lindberg og Joey Moe. Værterne er Jacob Riising og Ihan Haydar. Sjette sæson af Voice Junior sendes i foråret 2019. Dette er også første sæson, som bliver sendt på Kanal 5. 
- Vinder
- Andenplads
- Tredjeplads
- Udstemt i Semifinalen
- Udstemt i  kvartfinalen

| Coach          | Artister | Artister | Artister |
| -------------- | -------- | -------- | -------- |
| Joey Moe       | Ella     | Emil     | Katrine  |
| Mette Lindberg | Malou    | Nicklas  | Selma    |
| Wafande        | Alaia    | Camille  | Mille    |

## Statistik
Farvekoder:
| – | Joey Moe som coach       |
| – | Wafande som coach        |
| – | Mette Lindberg som coach |

| – | Vinder                    |
| – | Andenplads                |
| – | Deltageren er gået videre |
| – | Deltageren blev stemt ud  |

|         | Camille |                                         |                                           | Vinder                                 | Vinder                 |                       |  |  |
|         | Katrine |                                         |                                           | Andenplads                             | Andenplads             |                       |  |  |
|         | Nicklas |                                         |                                           | Tredjeplads                            | Tredjeplads            |                       |  |  |
|         | Mille   |                                         |                                           | Udstemt (Semifinalen)                  | Udstemt (Semifinalen)  | Udstemt (Semifinalen) |  |  |
|         | Malou   |                                         |                                           | Udstemt (Semifinalen)                  | Udstemt (Semifinalen)  | Udstemt (Semifinalen) |  |  |
|         | Ella    |                                         |                                           | Udstemt (Semifinalen)                  | Udstemt (Semifinalen)  | Udstemt (Semifinalen) |  |  |
|         | Emil    |                                         | Udstemt (Kvartfinalen)                    | Udstemt (Kvartfinalen)                 | Udstemt (Kvartfinalen) |                       |  |  |
|         | Alaia   |                                         | Udstemt (Kvartfinalen)                    | Udstemt (Kvartfinalen)                 | Udstemt (Kvartfinalen) |                       |  |  |
|         | Selma   |                                         | Udstemt (Kvartfinalen)                    | Udstemt (Kvartfinalen)                 | Udstemt (Kvartfinalen) |                       |  |  |
|         |         |                                         |                                           |                                        |                        |                       |  |  |
| Udstemt | Udstemt | Emil Alaia Selma Udstemt i Kvartfinalen | Mille Malou Katrine Udstemt i Semifinalen | Katrine Andenplads Nicklas Tredjeplads | Camille Vinder         |                       |  |  |